# پیمان (قانون)
پیمان در نظام حقوقی به کلی‌ترین و تاریخی‌ترین مفهوم آن به معنای یک تعهد رسمی برای انجام یا خودداری از یک عمل مشخص است. طبق قانون عرفی انگلیس پیمان به یک مهر از یک قرارداد معمولی متمایز می‌شد. دلیل این تمایز آن بود که وجود مهر نشان‌دهنده جدیت و رسمیت بیشتری در قراردادهای پیمان به‌شمار می‌آمد و بر اساس قانون عرفی پیمان حتی در صورت عدم وجود جعاله نیز اجرا می‌شد. در حقوق قراردادهای ایالات متحده آمریکا فرض بر این گذاشته می‌شود که تمامی قراردادها با حسن نیت ضمنی یک پیمان می‌باشند.
پیمان توافقی مشابه قرارداد است. تعهدکننده پیمان (covenantor) به تعهدگیرنده پیمان (covenantee) وعده می‌دهد که یک عمل را انجام دهد (پیمان مثبت در ایالات متحده یا پیمان ایجابی در انگلستان و ولز) یا از انجام یک عمل خودداری کند (پیمان منفی). در حقوق مالکیت واقعی، اصطلاح پیمان واقعی به شرایطی اشاره دارد که به مالکیت یا استفاده از زمین متصل است. یک «پیمان وابسته به زمین»، که با رعایت آزمون‌های متن و شرایط مقرر در سوابق حقوقی تنظیم شده است، وظایف یا محدودیت‌هایی را در مورد استفاده از آن زمین اعمال می‌کند، صرف‌نظر از اینکه مالک زمین چه کسی باشد.
پیمان مالکیت که همراه با یک سند یا مالکیت ارائه می‌شود به خریدار اطمینان می‌دهد که واگذارکننده دارای حق مالکیتی است که سند نشان می‌دهد. بندهای عدم رقابت در ارتباط با حقوق قراردادها نیز به عنوان پیمان‌های محدودکننده شناخته می‌شوند.
صاحبان املاک ممکن است درخواست فسخ اجاره‌نامه‌ها را برای نقض پیمان ارائه دهند و دادگاه‌ها نیز ممکن است در برخی موارد چنین درخواست‌هایی را تأیید کنند. در بیشتر حوزه‌های قضایی، این نقض‌ها باید نسبتاً شدید باشند؛ با این حال پیمان پرداخت اجاره‌بها یکی از پیمان‌های اساسی‌تر است. فسخ مالکیت خصوصی یک خانه، با مداخله در حقوق بشر در زمینه‌های اجتماعی و اقتصادی همراه است. در مورد اجاره‌نامه‌هایی که در ازای پرداخت مبلغ بزرگی در ابتدای قرارداد تنظیم می‌شوند (مانند واسپاری) این امر منجر به لابی‌گری و اقدامات دولت برای اصلاح قوانین اجاره به‌ویژه در زمینه حقوق زمین و هزینه‌های خدمات شده است.
پیمان‌های محدودکننده تا حدی مشابه با حق ارتفاق و تعهدات منصفانه هستند. در ایالات متحده، Restatement (Third) of Property اقداماتی را برای ادغام این مفاهیم به‌عنوان تعهدات (servitudes) انجام داده است. قوانین پیمان واقعی در ایالات متحده، توسط یک دادگاه به‌عنوان «باتلاقی غیرقابل توصیف» توصیف شده است.

## مربوط به زمین
در حقوق املاک پیمان‌های مرتبط با زمین به عنوان «پیمان‌های واقعی»، «پیمان‌ها، شرایط و محدودیت‌ها» (CCRs) یا «محدودیت‌های سند» شناخته می‌شوند و یکی از اشکال اصلی پیمان هستند. این پیمان‌ها معمولاً محدودیت‌هایی را در نحوه استفاده از زمین اعمال می‌کنند (پیمان‌های منفی) یا اقدام مداوم خاصی را الزامی می‌دانند (پیمان مثبت). این پیمان‌ها ممکن است به زمین «وابسته باشند» (که به آن پیمان متصل به زمین گفته می‌شود)، به این معنا که هر مالک آینده زمین نیز باید به شرایط آن پایبند باشد، یا ممکن است به یک شخص خاص مرتبط باشند (که به آن پیمان غیرمتصل به زمین یا پیمان کاملاً شخصی گفته می‌شود).
پیمان ممکن است در سند زمین نشان داده شود و باید به خریداران احتمالی اطلاع داده شود؛ همچنین ممکن است ثبت شود یا در مورد کشورهای مشترک‌المنافع در عنوان تورنس ذکر شود. پیمان‌های واقعی شباهت‌هایی با حق ارتفاق و تعهدات منصفانه دارند، و در سال ۱۹۸۶ در یک سمپوزیوم بحث شد که آیا قوانین مربوط به حق ارتفاق، تعهدات منصفانه و پیمان‌های واقعی باید یکپارچه شوند یا خیر. با گذشت زمان و هنگامی که متعهد اصلی پیمان دیگر در زمین دخالت نداشته باشد، اجرای این پیمان‌ها ممکن است کاهش یابد.